# David Watson Mackie
Pour les articles homonymes, voir Mackie (homonymie).
David Watson Mackie est un électricien et un arachnologiste britannique amateur, né le 22 août 1902 à Irvine dans l’Ayrshire et mort le 27 août 1984.

## Biographie
Il fait ses études à l’Irvine Royal Academy avant d’entrer comme apprenti électricien à l’Ayrshire Dockyard Company. Il travaille dans d’autres sociétés, ce qui lui permet de voyager notamment au Canada, en Afrique du Nord et de l’Ouest, et dans les îles Canaries.
Passionné dès sa jeunesse par l’histoire naturelle, il participe à la création, en 1959 du Faltford Mill Field Centre qui deviendra plus tard la British Spider Study Group puis la British Arachnological Society. Il contribue grandement à la connaissance des araignées et des opilions de Grande-Bretagne.